# Leon Frierson
Leon Curtis Frierson, född 6 juli 1986 i Ontario, Kalifornien, är en amerikansk skådespelare och komiker. Han var under 1997-2000 programledare för Nickelodeon-serien All that.